# IObit Malware Fighter
IObit Malware Fighter (creado en 2004) es un programa anti-malware y antivirus para el sistema operativo Microsoft Windows (Windows XP y posterior). Está diseñado para eliminar y proteger contra el malware, incluidos, entre otros: troyanos, rootkits y ransomware.

## Descripción general
IObit Malware Fighter tiene una versión gratuita, que puede ejecutarse junto con la solución antivirus existente del usuario. En la edición de pago, el producto viene con protección antivirus. A partir de la versión 6, lanzada en 2018, el producto incluye el motor Bitdefender en su versión comercial, junto con su propio motor anti-malware. nuevas características de la última versión incluyen una interfaz de usuario mejorada llamada «Safe Box» creada para proteger carpetas específicas del acceso no autorizado, y «MBR Guard» que protege el sistema del usuario de ataques maliciosos como Petya y scripts de minería de criptomonedas.

## Lanzamientos
- En 2010, se lanzó al público la primera versión beta de IObit Malware Fighter 1.0.[3]
- En 2013, se lanzó IObit Malware Fighter 2. En esta versión, IObit presentó su componente de «seguridad en la nube», en el que el usuario puede subir un archivo a la nube para determinar si es malicioso o no.[4]
- En 2015 se lanzó la versión 3, y en 2016 se lanzó la versión 4, que agregó el motor antivirus Bitdefender en su edición comercial.[5][6]
- En 2017, se lanzó la versión 5. Entre las nuevas características se encontraba un componente anti-ransomware.[7] La versión 6 se publicó en mayo de 2018.
- En 2018, se lanzó la versión 6. Agregó nuevas funciones, incluidas Safe Box y MBR Guard.

## Recepción crítica
- En noviembre de 2011, Bright Hub revisó las versiones gratuitas y de pago de IObit Malware Fighter, en las que el revisor no pudo recomendar el producto, citando una protección deficiente contra malware.[8]
- En mayo de 2013, IObit Malware Fighter recibió una puntuación «pésima» de media estrella para su versión pro por PC Magazine.[9]
- En diciembre de 2013, la versión pro de IObit Malware Fighter recibió una calificación de 1 estrella por Softpedia.[10]
- En marzo de 2015, la versión comercial de IObit Malware Fighter 3 recibió una crítica negativa de PC Magazine, y el crítico calificó el producto como «inútil».[11]
- IObit Malware Fighter recibió 4 estrellas por editores de CNET 's Download.com.[12]
- En mayo de 2017, PC Magazine reseñó la versión pro de IObit Malware Fighter con 2 estrellas.[13]
- En julio de 2017, TechRadar otorgó a la versión pro de IObit Malware Fighter una calificación de dos estrellas y media, en la que el revisor se quejó de la protección general del producto contra el malware.[14]
- En mayo de 2018, IObit Malware Fighter 6 recibió una revisión negativa del sitio web ReviewByPro.com y el revisor indicó que el software «no es capaz de proteger a toda la familia, ni a los usuarios intensivos de Internet, ya que las defensas no son muy confiables y las características de seguridad no lo hacen trabajar bien».[1]